# 라트비아 축구 연맹
라트비아 축구 협회(라트비아어: Latvijas Futbola federācija; LFF)는 라트비아의 축구 협회이며, 라트비아의 수도인 리가에 위치한다. 1921년에 창단되었고 라트비아 축구 선수권 대회(비르스리가와 하부 리그들), 라트비아 컵, 라트비아 축구 국가대표팀을 조직했다. FIFA에는 1922년에 가입했지만, 라트비아가 소비에트 연방에 합병됨에 따라, 해체되었었다. 라트비아가 독립한 이후, 1922년에 FIFA와 UEFA에 재가입했다.